# Алексейково (Торжоцький район)
Алексейково (рос. Алексейково) — присілок в Торжоцькому районі Тверської області Російської Федерації.
Населення становить 55 осіб. Входить до складу муніципального утворення Сукромленське сільське поселення.

## Історія
Від 2005 року входить до складу муніципального утворення Сукромленське сільське поселення.

## Населення
| 2010 |
| ---- |
| 55   |